# HD202313
HD202313 — хімічно пекулярна зоря спектрального класу B9, що має видиму зоряну величину в смузі V приблизно  7,6.
Вона  розташована на відстані близько 5346,8 світлових років від Сонця.

## Пекулярний хімічний склад
Зоряна атмосфера HD202313 має підвищений вміст 
Si
.